# Schwarzlose
La Maschinengewehr Patent Schwarzlose M.07/12 era la mitragliatrice pesante d'ordinanza dell'Imperial regio Esercito durante la prima guerra mondiale. 
Fu anche impiegata, durante la seconda guerra mondiale dagli eserciti italiano, olandese, greco e ungherese.

## Storia
La Schwarzlose M.07 era un'arma alimentata a nastro e raffreddata ad acqua progettata dal tedesco Andreas Wilhelm Schwarzlose. 
Era generalmente montata su un treppiede ed assomigliava alle mitragliatrici derivate dalla Maxim come la britannica Vickers e la tedesca Maxim MG 08.
La Schwarzlose, però, aveva un progetto più semplice che prevedeva un insolito meccanismo a massa battente con ritardo a ginocchiello che conteneva una sola molla.
Le varianti iniziali della M.07/12 avevano una cadenza di tiro di circa 400 colpi/minuto che fu poi incrementata a 580 colpi/minuto durante la prima guerra mondiale utilizzando una molla più forte.
Il proiettile veniva lubrificato con una piccola quantità di olio prima di essere inserito nella camera di sparo.
Era un'arma robusta ed affidabile ed era impiegata come arma per la fanteria.

## Produzione
La Schwarzlose conobbe un moderato successo commerciale negli anni precedenti la prima guerra mondiale. 
Oltre all'esercito austro-ungarico (che impiegava la versione calibro 8 mm), fu adottata dalla Grecia (calibro 6.5 mm) e dai Paesi Bassi (calibro 6.5 mm).
Esemplari di preda bellica furono anche usati dalla Russia e dal Regno d'Italia, dove furono assegnate ai Regi corpi truppe coloniali.
Dopo la prima guerra mondiale fu impiegata dalle varie nazioni nate dalla disgregazione dell'Impero austro-ungarico.
Nel corso della seconda guerra mondiale fu impiegata anche dalla Germania.

## Impiego

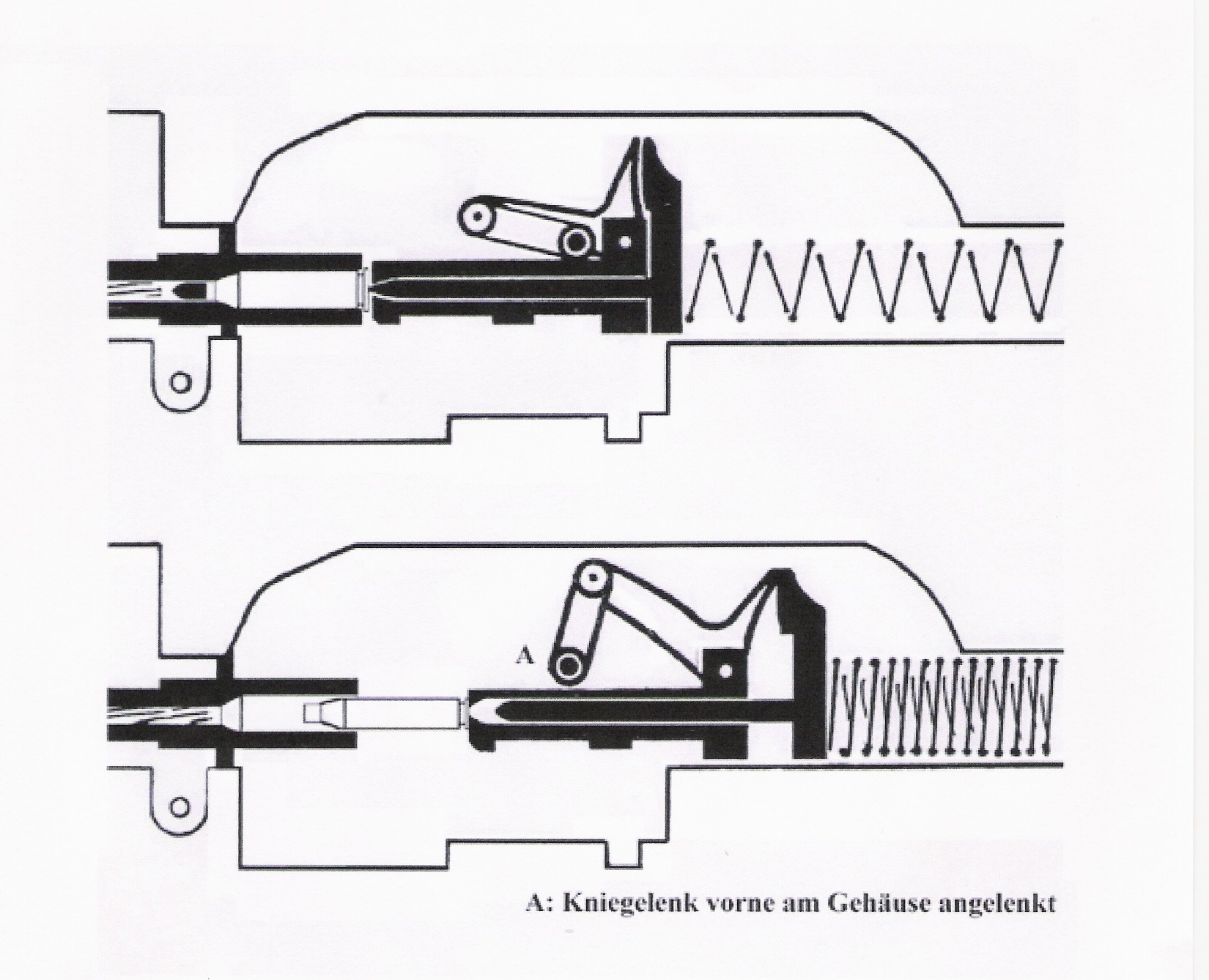
Sistema di chiusura a massa battente con ritardo a ginocchiello della MG M.07/12.

Nell'impiego terrestre la Schwarzlose era usata su treppiede ed era servita da almeno tre elementi: un capo squadra, un mitragliere (incaricato del trasporto dell'arma) e un addetto alle munizioni. Normalmente si aggiungeva anche un quarto elemento incaricato di trasportare il treppiede.
Esisteva anche una variante spalleggiabile. In questa configurazione, l'arma era dotata di un bipiede ripiegabile incernierato vicino alla volata della canna.
Una piastra in legno munita di un attacco al centro, era trasportata a spalla.
In configurazione di tiro, la piastra veniva appoggiata a terra e l'arma era incernierata sull'attacco al centro della piastra stessa.

## Impiego come arma da fortezza
La Schwarzlose fu anche impiegata come arma da postazioni fisse sia terrestri sia su navi.
Dopo la prima guerra mondiale fu adottata dalla Cecoslovacchia che produsse la versione modificata Schwarzlose vz.07/24 nell'arsenale Janeček. Quando la Cecoslovacchia inizio la costruzione di fortificazioni lungo il confine con la Germania (dal 1935 al 1938) le postazioni leggere Tipo 36 e 37, erano armate con Schwarzlose vz.07/24.

## Impiego aereo
La Schwarzlose fu impiegata dalle Luftfahrtruppen austro-ungariche come arma da aereo, un ruolo in cui non eccelse.
Essa era impiegata sia per il tiro in avanti sia nella postazione difensiva degli aerei, in cui era montata su un sostegno ad anello.
Per il tiro in avanti, essa sparava attraverso l'elica (come la maggior parte dei caccia dell'epoca) con cui era sincronizzata.
La sincronizzazione, tuttavia, non era perfetta e questo costrinse ad adottare dei proiettili dotati di uno speciale propellente che permetteva al pilota di capire se i proiettili stavano colpendo l'elica.
Nel 1916 la camicia dell'acqua di raffreddamento fu rimossa e l'arma risultante fu designata Schwarzlose MG-16 e MG-16A quando fu adottata una molla di richiamo più forte (per ottenere la cadenza di tiro di 880 colpi/minuto).
Dopo la prima guerra mondiale, la Schwarzlose fu impiegata anche da Aeronautiche di paesi orientali.
Il maggiore utilizzatore fu la Polonia che acquisì numerosi esemplari dai surplus Austro-Ungarici per impiegarli nella guerra Polacco-Bolscevica.

## Utilizzatori
- Albania
- Austria-Ungheria
- Austria
- Taiwan
- Colombia
- Cecoslovacchia
- Germania nazista
- Grecia
- Ungheria
- Italia
- Paesi Bassi
- Polonia
- Serbia
- Svezia adottata come Ksp m/1914.

## Galleria d'immagini

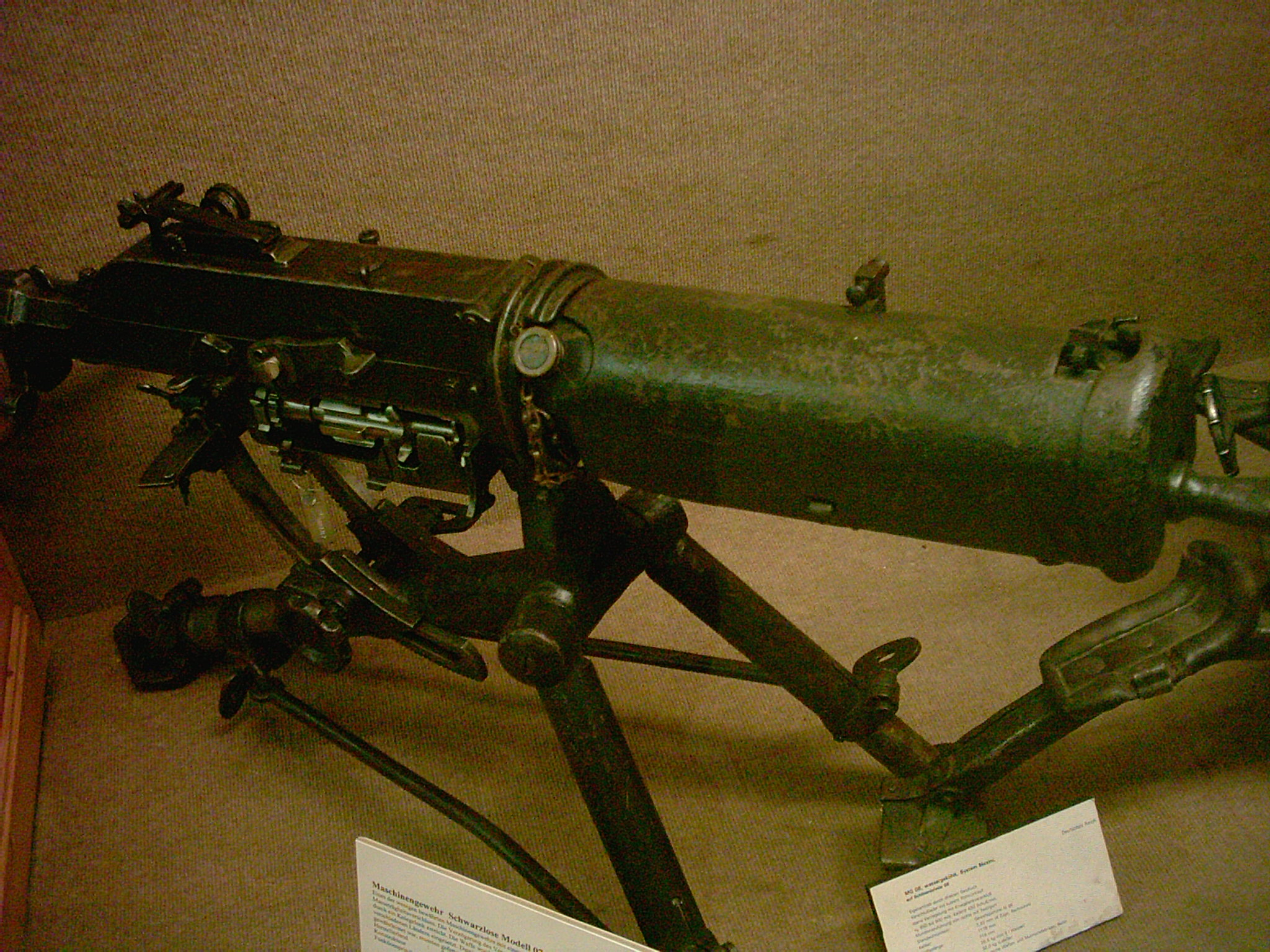
Particolare del manicotto di raffreddamento della canna ad acqua
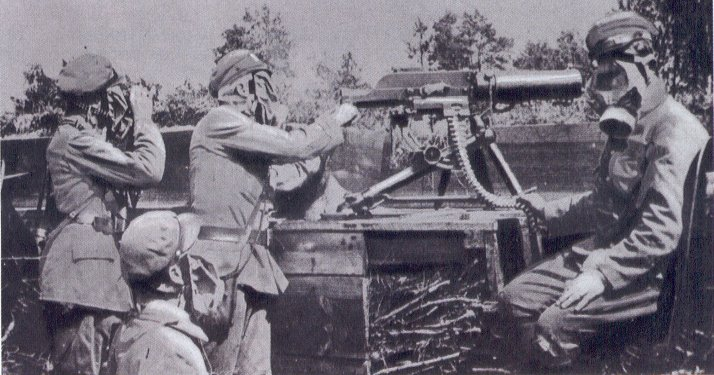
Mitraglieri della Legione polacca in Volinia
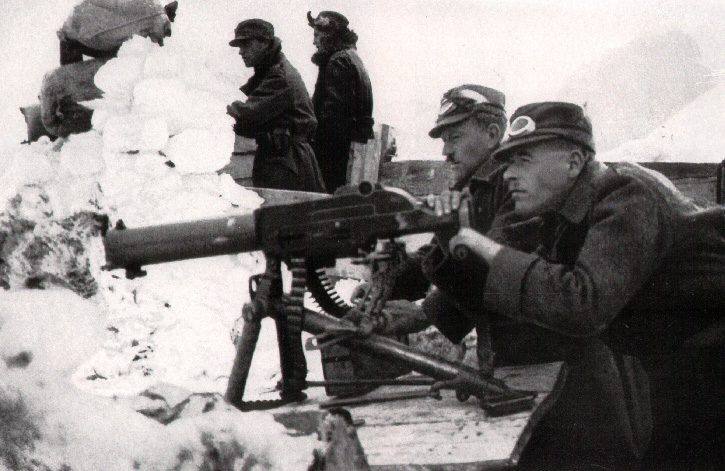
Mitraglieri del k.u.k. Armee in azione in Tirolo durante la Grande Guerra